# 林清羅
林 清羅（はやし せいら、1991年8月7日 - ）は、日本の元女優、元モデル。元 オスカープロモーション ヤング部所属

## 出演

### テレビドラマ
- カネボウヒューマンスペシャル「大地の産声が聞こえる -15才 いちご薄書-」（2000年2月8日、日本テレビ） - あんず 役
- 新宿暴走救急隊 第1話（2000年10月14日、日本テレビ）
- 火曜サスペンス劇場「女の橋」（2001年7月17日、日本テレビ） - 木原愛子 役
- 今、家族で…お母さん助かるよ（千葉テレビ） - 主演・小菅美香 役
- 女の一代記 越路吹雪・愛の生涯〜この命燃えつきるまで私は歌う〜（2005年11月25日、フジテレビ） - 乙羽信子の少女時代 役

### バラエティ
- U-15.F スキにさせて!（2003年4月6日 - 9月28日、テレビ東京） - レギュラー
- ほんとうにあった怖い話 （2004年 フジテレビ）ほん怖クラブメンバー

### CM
- グリコ　ビックリマン2000 ソーセージ
- ケンタッキーフライドチキン
- バンダイ カラオケステーション 2002年(上戸彩の妹役)

### 舞台
- 天功・夢燦燦（2002年5月） - 引田天功の少女時代 役
- ココ・スマイル3 〜虹色のメロディー〜 Sバージョン（2004年8月） - 主演・ココ 役

## 作品

### DVD
- せいらのおもちゃ箱（2005年1月28日、ぶんか社）

### 写真集
- 林清羅写真集「うきゃきゃ」（2005年1月28日、ぶんか社）(ランク王国にて、モーニング娘の藤本美貴などの写真集を抑え、6位にランクイン)